# 格倫 (加利福尼亞州)
格倫（英語：Glenn）是位於美國加利福尼亞州格伦縣的一個非建制地區。該地的面積和人口皆未知。

## 地理
格倫的座標為39°31′19″N 122°00′50″W / 39.52194°N 122.01389°W，而該地的平均海拔高度為30米（即98英尺）。